# M1931 76mm高射砲
M1931 76mm高射砲（ロシア語：76-мм зенитная пушка образца 1931 года (3-К)）はソビエト連邦の高射砲である。
開発はドイツのラインメタル社。

## 概要
本砲のプロトタイプは1930年に既に造られ、同年8月28日にソ連で試験が行われた。
M1931は労農赤軍の眼鏡にかない、ソ連はラインメタル社と契約、その後1932年に開発が完了し、これも試験に合格、制式採用となった。
1938年に本砲をさらに近代化したM1938 76mm高射砲が開発されるまでの間に3800門程が生産されたが、M1938は更に強力な52-K 85mm高射砲が開発された事であまり大量生産がされなかった。
その為冬戦争や独ソ戦序盤ではM1931が労農赤軍の主力高射砲であり、フィンランド国防軍の包囲戦術やドイツ国防軍の快進撃、ソ連の稚拙な運用も相まって多くが失われた。
装甲列車に車載する計画もあったとされるが詳細は不明。

## 自走砲化
1933年にM1931をT-26に搭載した自走砲の製作が企図された。
これはSU-6として開発が行われ、48発の砲弾を車載することが可能であった。
1936年3月までに試験を終え、1937年には4輌のSU-6が製作されたが、実戦運用がされたかどうかは不明である。

## 参考
- Opis na stronie www.battlefield.ru
- 7.62cm Flugabwehrkanone M31 (r) w muzeum - zdjęcie
- Opis dział fińskich na stronie www.jaegerplatoon.net